# Welykomychajliwka (Synelnykowe)
Welykomychajliwka (ukrainisch Великомихайлівка; russisch Великомихайловка Welikomichailowka) ist ein Dorf und das administrative Zentrum der gleichnamigen Landratsgemeinde im Osten der ukrainischen Oblast Dnipropetrowsk mit etwa 2000 Einwohnern (2006).

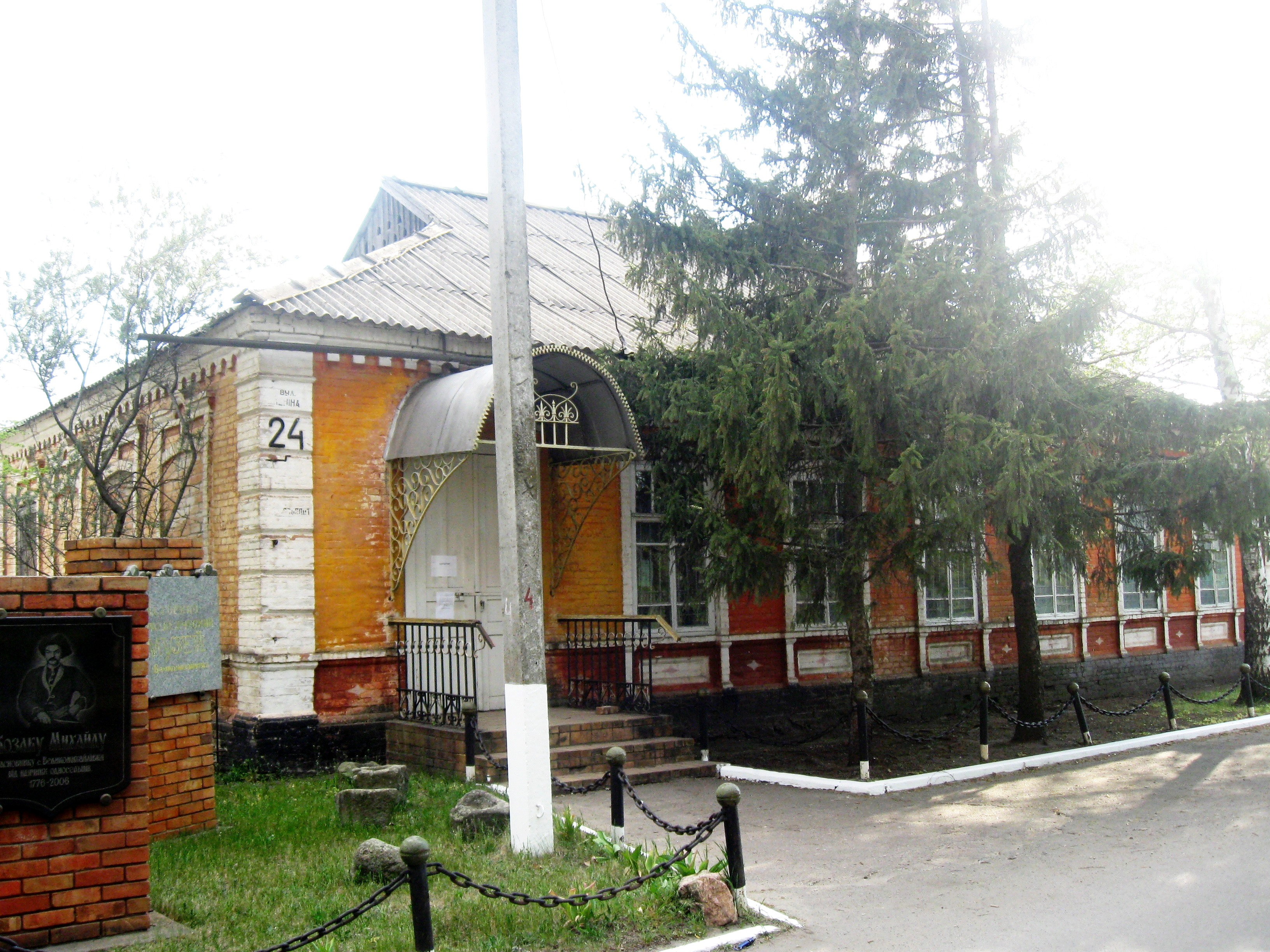
Gebäude der Ortsverwaltung

Das 1776 gegründete Dorf liegt am rechten Ufer der Wowtscha, 25 km östlich vom ehemaligen Rajonzentrum Pokrowske entfernt.

## Verwaltungsgliederung
Am 12. September 2016 wurde das Dorf zum Zentrum der neugegründeten Landgemeinde Welykomychajliwka (Великомихайлівська сільська громада/Welykomychajliwska silska hromada). Zu dieser zählen auch die 15 in der untenstehenden Tabelle aufgelisteten Dörfer, bis dahin bildete es zusammen mit den Dörfern Chorosche, Janwarske, Lisne, Malijiwka, Nowoseliwka, Orestopil, Sosniwka und Worone die gleichnamige Landratsgemeinde Welykomychajliwka (Великомихайлівська сільська рада/Welykomychajliwska silska rada) im Osten des Rajons Pokrowske.
Am 17. Juli 2020 kam es im Zuge einer großen Rajonsreform zum Anschluss des Rajonsgebietes an den Rajon Synelnykowe.
Folgende Orte sind neben dem Hauptort Welykomychajliwka Teil der Gemeinde:
| Name                             | Name                     | Name                                                  |
| ukrainisch transkribiert         | ukrainisch               | russisch                                              |
| -------------------------------- | ------------------------ | ----------------------------------------------------- |
| Beresowe                         | Березове                 | Берёзовое (Berjosowoje)                               |
| Chorosche                        | Хороше                   | ЯблХорошееоновка (Jablonowka)                         |
| Janwarske                        | Январське                | Январское (Janwarskoje)                               |
| Kalyniwske                       | Калинівське              | Калиновское (Kalinowskoje)                            |
| Lisne                            | Лісне                    | Лесное (Lesnoje)                                      |
| Malijiwka                        | Маліївка                 | Малиевка (Maliewka)                                   |
| Nowoheorhijiwka                  | Новогеоргіївка           | Новогеоргиевка (Nowogeorgiewka)                       |
| Nowomykolajiwka                  | Новомиколаївка           | Новониколаевка (Nowonikolajewka)                      |
| Nowoseliwka                      | Новоселівка              | Новосёловка (Nowosjolowka)                            |
| Orestopil                        | Орестопіль               | Орестополь (Orestopol)                                |
| Saporiske                        | Запорізьке               | Запорожское (Saporoschskoje)                          |
| Sosniwka                         | Соснівка                 | Сосновка (Sosnowka)                                   |
| Stepowe                          | Степове                  | Степовое (Stepowoje)                                  |
| Ternowe (bis 2016 Nowopetriwske) | Тернове (Новопетрівське) | Терновое (Ternowoje)/Новопетровское (Nowopetrowskoje) |
| Worone                           | Вороне                   | Вороное (Woronoje)                                    |

## Persönlichkeiten
Im Dorf kam der ukrainische Anarchist, Partisan und Kommandeure der Machnowschtschina Fedossij Schtschus (1893–1921) zur Welt.